# Alain Spault
Alain Spault est un footballeur français, né le 25 août 1960 à Bellême (Orne) et décédé le 22 avril 2012 à La Loyère (Saône-et-Loire), qui jouait au poste d'attaquant de la fin des années 1970 jusqu'au milieu des années 1980.

## Biographie
Formé au SC Abbeville, il montera en Division 2 en 1980.
Son principal fait d'armes est de tenir tête au Paris Saint-Germain le 12 mars 1983, lors du 1/16e de finale de Coupe de France, où Abbeville gagne le match retour 1-0 au stade Paul-Delique, après avoir perdu 2-0 à l'aller au Parc des Princes.
Il dispute un total de 44 matchs en Division 2 entre 1980 et 1985, inscrivant 2 buts.
Son frère Jean-François Spault a été footballeur professionnel en même temps que lui au SC Abbeville.

## Carrière
- 1979-1985 :  : SC Abbeville (CFA - D2)